# Bom Jesus da Lapa
Bom Jesus da Lapa, amtlich portugiesisch Município de Bom Jesus da Lapa, ist eine am Rio São Francisco gelegene Gemeinde im brasilianischen Bundesstaat Bahia. Bom Jesus da Lapa hat eine Fläche von 4115,5 km²; sie zählte 63.480 Einwohner im Jahr 2010. Die Bevölkerungszahl wurde zum 1. Juli 2020 auf 69.662 Einwohner geschätzt, die Lapenser genannt werden.

## Toponymie
Der Name der Stadt bedeutet „Der gute Jesus (von) der Felsenhöhle“.

## Geographie
Umliegende Gemeinden sind Paratinga, Riacho de Santana, Serra do Ramalho, Sítio do Mato, Malhada und Macaúbas.

### Klima
Die Gemeinde hat Steppenklima mit wenig Niederschlägen, BSh nach der Klimaklassifikation nach Köppen und Geiger. Die Durchschnittstemperatur ist 27,0 °C. Die durchschnittliche Niederschlagsmenge liegt bei 79 mm im Jahr.

## Geschichte
Ursprünglich war das Hinterland von Bahia Siedlungsraum von Macro-Ge sprechenden Indigenen, die zusammengefasst als Tapuias bezeichnet wurden.
Die Stadt entstand aus einem Missionsstützpunkt, der sich entwickelte, als sich der Einsiedler Francisco de Mendonça Mar 1691 in einer der zahlreichen Grotten am Rio São Francisco niederließ. Binnen weniger Jahrzehnte wurde das Santuário de Bom Jesus da Lapa und der Ort zu einem der wichtigsten Wallfahrtsorte Brasiliens. 
Durch das Lei Estadual n.º 1682 vom 31. August 1923 erhielt der Ort die Stadtrechte.
Zwischen 1931 und 1935 hieß der Ort vereinfacht Município de Lapa.
1989 wurde der ehemalige Distrikt Sítio do Mato ausgegliedert und zum selbständigen Munizip erhoben, wodurch die Gemeinde an Bevölkerung und rund 1710 km² Gemeindefläche verlor. Seit 2003 ist das Munizip in die drei Distrikte Distrito de Bom Jesus da Lapa mit dem Sitz der Gemeinde, Distrito de Favelândia und Distrito de Formoso gegliedert.
Sie liegt im Dialektbereich des Baiano.

## Kommunalpolitik
Bei der Kommunalwahl 2020 wurde Fabio Nunes Dias des Partido Social Democrático (PSD) mit 61,72 % oder 21.739 der gültigen Stimmen für die Amtszeit von 2021 bis 2024 zum Stadtpräfekten (Bürgermeister) gewählt.

## Religion
Seit 1962 ist Bom Jesus da Lapa Sitz des Bistums Bom Jesus da Lapa.

## Bevölkerung

### Bevölkerungsentwicklung
| Jahr | Einwohner | Stadt  | Land   |
| --- | --------- | ------ | ------ |
| 1920 | 14.008    | ?      | ?      |
| 1940 | 13.627    | 3.350  | 10.277 |
| 1950 | 17.432    | 5.897  | 11.535 |
| 1960 | 23.234    | 8.338  | 14.896 |
| 1970 | 40.776    | 15.531 | 25.245 |
| 1980 | 69.192    | 24.344 | 44.848 |
| 1991 | 48.910    | 32.390 | 16.520 |
| 2000 | 54.421    | 37.726 | 16.695 |
| 2010 | 63.508    | 43.111 | 20.397 |
| 2021 | 70.151    | ?      | ?      |
| Hier fehlt eine Grafik, die leoder im Moment aus technischen Gründen nicht angezeigt werden kann. Wir arbeiten daran! |           |        |        |

Quelle: IBGE (2011)

### Ethnische Zusammensetzung
Ethnische Gruppen nach der statistischen Einteilung des IBGE (Stand 2000 mit 54.421 Einwohnern, Stand 2010 mit 63.480 Einwohnern):
| Gruppe      | Anteil 2000      | Anteil 2010          | Anmerkung                        |
| ----------- | ---------------- | -------------------- | -------------------------------- |
| Brancos     | 12.754 (23,44 %) | ▲ 14.177 (22,33 %) ▼ | Weiße, Nachfahren von Europäern  |
| Pardos      | 29.641 (54,47 %) | ▲ 36.055 (56,80 %) ▲ | Mischrassige, Mulatten, Mestizen |
| Pretos      | 8.151 (14,98 %)  | ▲ 12.154 (19,15 %) ▲ | Schwarze                         |
| Amarelos    | 34 (0,06 %)      | ▲ 930 (1,47 %) ▲     | Asiaten                          |
| Indígenas   | 266 (0,49 %)     | ▼ 164 (0,26 %) ▼     | indigene Bevölkerung             |
| ohne Angabe | 3.575            | –                    |                                  |

Anmerkung: Das IBGE verwendet für Volkszählungen ausschließlich diese fünf Gruppen. Es verzichtet bewusst auf Erläuterungen. Die Zugehörigkeit wird vom Einwohner selbst festgelegt.

## Wirtschaft
Die Beherbergung der Pilger ist bis heute der wichtigste Wirtschaftszweig. An zweiter und dritter Stelle stehen die Fischerei und der Handel. Dank der 1180 Meter langen Ponte Gercino Coelho, einer der wenigen Brücken über den Rio São Francisco, ist die Stadt ein Umschlagplatz und ein Marktort. Sie verbindet die Verkehrswege BR-349 und BR-430.

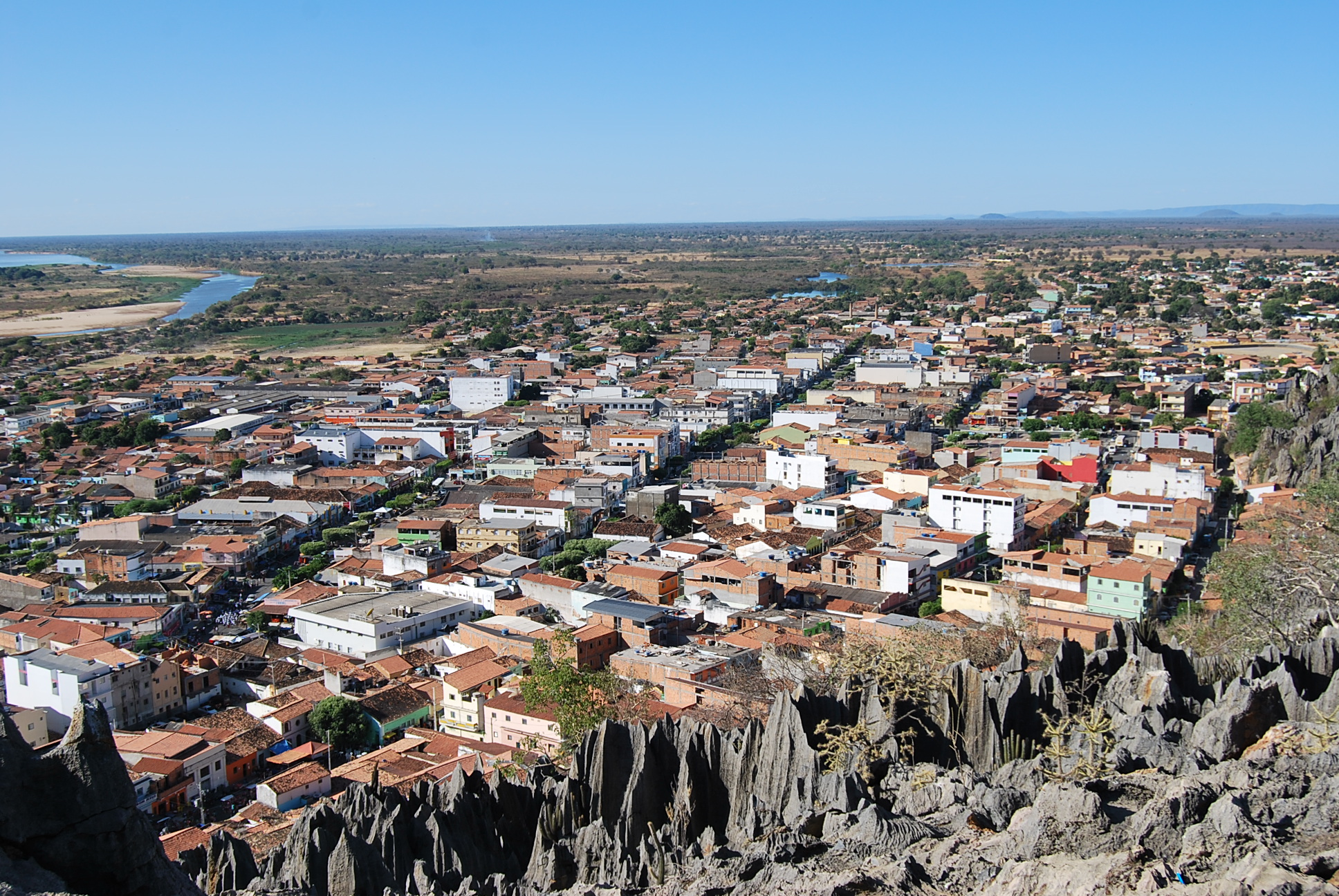
Luftbild Bom Jesus da Lapa
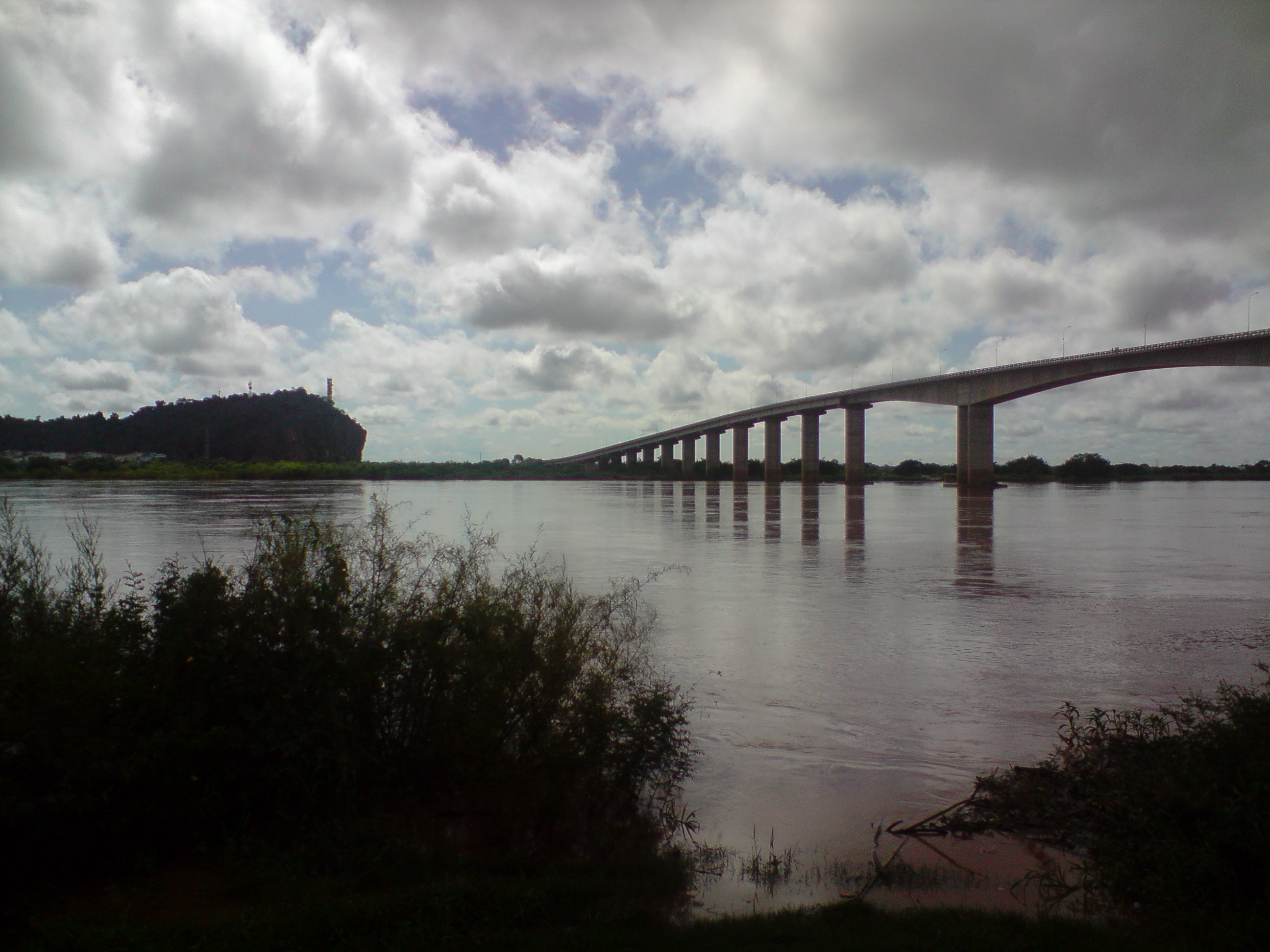
Brücke Ponte Gercino Coelho bei Bom Jesus da Lapa

## Verkehr
Der Ort verfügt über den regionalen Flughafen Bom Jesus da Lapa. Über Straßen ist Bom Jesus da Lapa erreichbar über die Bundesautobahn BR-430 und die Landesautobahn BA-160.